# سیسیل آرتور کالاگان
سیسیل آرتور کالاگان (انگلیسی: Cecil Callaghan; ۳۱ ژوئیهٔ ۱۸۹۰ – ۱ ژانویهٔ ۱۹۶۷) فرد نظامی اهل استرالیا بود.
وی همچنین برندهٔ جوایزی همچون لژیون دونور شده‌است.